# غاري بروك (لاعب كرة قدم)
غاري بروك (بالإنجليزية: Gary Brook)‏ (9 مايو 1964 في المملكة المتحدة - ) هو لاعب كرة قدم بريطاني في مركز الهجوم. لعب مع نادي بلاكبول ونوتس كاونتي ونيوبورت كونتي ونادي سكاربورو وفريكلي أثلتيك ‏ وأوست تاون ‏.